# Onda
Onda také zvaná Strelnaja nebo Šuovini (rusky Онда, Стрельная nebo Шуовини) je řeka v Karelské republice v Rusku. Je 197 km dlouhá. Povodí má rozlohu 4080 km².

## Průběh toku
Odtéká z Uglozera na východním okraji Západokarelské vysočiny. Protéká přes celou řadu jezer, z nichž nejvýznamnější je Ondozero. Ústí zleva do Bělomořsko-baltského kanálu.

## Vodní stav
Zdroj vody je smíšený s převahou sněhového. Průměrný roční průtok vody u Ondské hydroelektrárny činí 142 m³/s.

## Využití
Řeka je splavná. Do Ondské přehrady, která vznikla za hrází stejnojmenné hydroelektrárny přitéká přes Majgubský kanál voda z Vygozera.